# André Blondel
André-Eugéne Blondel (28. srpen 1863 – 15. listopad 1938) byl francouzský inženýr a fyzik. Je vynálezcem elektromechanického oscilografu a systému měření pomocí fotometrických částic.

## Život
Blondel se narodil v Chaumontu, v Haute-Marne ve Francii. Jeho otec byl úředník pocházející ze staré rodiny z Dijonu. Ve své době byl nejlepším studentem ve městě. Navštěvoval École nationale des ponts et chaussées (Škola mostů a cest) a v roce 1888 maturoval jako první z třídy. Byl zaměstnán jako inženýr firmou Majáky a lampy, dokud v roce 1927 neodešel jako generální inspektor první třídy. Stal se profesorem elektrotechnologie na Škole mostů a cest a na École nationale supérieure des mines de Paris v Paříži.
Velmi brzo se stal nepohyblivým kvůli paralýze nohou, která ho omezila do pokoje na 27 let, ale nikdy nepřestal pracovat.
V roce 1893 hledal André Blondel řešení problému integrální synchronizace, užíval při tom teorii navrženou Cornuem. Ovlivňoval podmínky, za nichž křivka, načrtnutá nástrojem o vysoké rychlosti, bude vyhovovat pokud možno co nepřesněji aktuálním variantám fyzikálního fenoménu, který studoval.
To ho přivedlo k vynálezu oscilografu s dvojitým vláknem a oscilografů z jemného železa. Tyto nástroje vyhrály hlavní cenu na výstavě v St. Louis v roce 1904. Byli silnější než klasické stroboskopy vynalezené v roce 1891 a dosud používané. Zůstaly nejlepším způsobem, jak zaznamenat vysokorychlostní elektřinu na dalších 40 let, dokud nebyly nahrazeny osciloskopy s katodovým paprskem. Vydláždily cestu k většímu pochopení chování alternujícího náboje.
Blondel sestavil teorii korekce s asymetrickými elektrodami. Demonstroval tři druhy elektrického oblouku: primitivní oblouk Duddellův, sekundární oblouk Poulsenův a nástup oscilačních výbojů.
V roce 1892 publikoval studii párování synchronních generátorů ve velké elektrické síti. Tato analýza byla rovněž proveden trochu dříve dalších elektrickým inženýrem, P. Boucherotem, který užíval jiný přístup, ale oba autoři došli k podobným závěrům.
V roce 1894 navrhl k užití ve fotometrii lumen a další nové jednotky měření, založené na metru a svíčce.
V roce 1899 publikoval Empirickou teorii synchronních generátorů, která zahrnovala základní teorii dvou armaturových reakcí (přímé a příčné). Byla užívána rozšířeně, aby vysvětlila vlastnosti vybíhajícího pólu ac strojů.
V roce 1927 byl jmenován velitelem Légion d'honneur a v roce 1913 doživotním členem Francouzské akademie věd. V roce 1937 mu byla udělena Faradayova medaile. Obdržel také medaili Franklinova institutu, cenu Montefiore a cenu lorda Kelvina.
V roce 1909 pracoval za asistence M. Mähla na jednom z prvních schémat pro přenos energie na dlouhé vzdálenosti. Projekt vytvořil hydroelektrárnu o síle 300 000 koní v Genissiatu na řece Rhoně a přenášel elektrickou energii do Paříže ve vzdálenosti více než 350 km. Využíval polyfázový náboj o výkonu 120 kV.
Zemřel v Paříži 15. listopadu 1938.